# Sezon 2011/2012 w curlingu
Zestawienie rozgrywek curlingowych w sezonie 2011/2012.
|                                    | Zawody                                                                        | 1.                          | 2.                            | 3.                           |
| ---------------------------------- | ----------------------------------------------------------------------------- | --------------------------- | ----------------------------- | ---------------------------- |
|                                    | Mistrzostwa Europy Mikstów Tårnby, 30 września-8 października 2011            | Thomas Lips                 | Alexander Baumann             | Kryštof Chaloupek            |
|                                    | Mistrzostwa Europy - Grupa C Tårnby, 30 września-8 października 2011          | Elżbieta Ran                | Gabriella Kajanova            | Anna Li                      |
| Tomasz Zioło                       | Mistrzostwa Europy - Grupa C Tårnby, 30 września-8 października 2011          | Tadas Vyskupaisas           | İlhan Osmanağaoğlu            |                              |
|                                    | Kwalifikacje do mistrzostw świata na wózkach Lohja, 5–10 listopada 2011       | Radoslav Duris              | Andrea Tabanelli              | Vesa Hellman                 |
| Kanada                             | Canadian Mixed Curling Championship Sudbury, 12–19 listopada 2011             | Jason Ackerman              | Kurt Balderston               | Sylvie Robichaud             |
|                                    | Mistrzostwa Azji i Strefy Pacyfiku Nankin, 19–26 listopada 2011               | Wang Bingyu                 | Kim Ji-sun                    | Chelsea Farley               |
| Liu Rui                            | Mistrzostwa Azji i Strefy Pacyfiku Nankin, 19–26 listopada 2011               | Peter de Boer               | Kim Chang-min                 |                              |
| Kanada                             | The Dominion Curling Club Championship Richmond, 21–26 listopada 2011         | Meghan Armit                | Jodi McCutcheon               | Melanie Patry Patricia Yeske |
| Kanada                             | The Dominion Curling Club Championship Richmond, 21–26 listopada 2011         | Wade Thurber                | Greg Balsdon                  | Dale Dubinsky Paul Harvey    |
| Kanada                             | Canada Cup Cranbrook, 30 listopada-4 grudnia 2011                             | Jennifer Jones              | Chelsea Carey                 | Shannon Kleibrink            |
| Kanada                             | Canada Cup Cranbrook, 30 listopada-4 grudnia 2011                             | Kevin Martin                | Glenn Howard                  | Jeff Stoughton               |
|                                    | Mistrzostwa Europy Moskwa, 2–10 grudnia 2011                                  | Eve Muirhead                | Margaretha Sigfridsson        | Anna Sidorowa                |
| Thomas Ulsrud                      | Mistrzostwa Europy Moskwa, 2–10 grudnia 2011                                  | Niklas Edin                 | Rasmus Stjerne                |                              |
|                                    | Europejski Challenge Juniorów Tarnby, 3-8 stycznia 2012                       | Federica Apollonio          | Stephanie R. Nielsen          | Anna Fowler                  |
| Andrea Pilzer                      | Europejski Challenge Juniorów Tarnby, 3-8 stycznia 2012                       | Ewgeni Arkipow              | Harri Lill Diedrick Bontebal  |                              |
|                                    | Casino Rama Curling Skins Game Rama, 7-8 stycznia 2012                        | Kevin Koe                   | Jeff Stoughton                | Kevin Martin                 |
|                                    | Continental Cup Langley, 12–15 stycznia 2012                                  | Świat                       | Ameryka Północna              | –                            |
|                                    | Zimowe Igrzyska Olimpijskie Młodzieży Innsbruck, 13–22 stycznia 2012          | Michael Brunner             | Amos Mosaner                  | Thomas Scoffin               |
| Nicole Muskatewitz Michael Brunner | Zimowe Igrzyska Olimpijskie Młodzieży Innsbruck, 13–22 stycznia 2012          | Kim Eun-bi Martin Sesaker   | Marina Werenich Korey Dropkin |                              |
|                                    | Challenge Ameryk Bemidji, 27–29 stycznia 2012                                 | –                           | –                             | –                            |
|                                    | Mistrzostwa Azji i Strefy Pacyfiku Juniorów Chŏnju, 27 stycznia–2 lutego 2012 | Sayaka Yoshimura            | Kim Eun-jung                  | Jiang Yilun                  |
| Ma Xiuyue                          | Mistrzostwa Azji i Strefy Pacyfiku Juniorów Chŏnju, 27 stycznia–2 lutego 2012 | Kim Jeong-min               | Yusaku Shibaya                |                              |
| Kanada                             | Canadian Junior Curling Championships Napanee, 4–12 lutego 2012               | Jocelyn Peterman            | Shannon Birchard              | Kesa Van Osch                |
| Kanada                             | Canadian Junior Curling Championships Napanee, 4–12 lutego 2012               | Brendan Bottcher            | Brennan Wark                  | Kyle Doering                 |
| Polska                             | Ogólnopolska Olimpiada Młodzieży Gliwice, 14–16 lutego 2012                   | CCC Świry                   | AZS Gliwice                   | SCC Wa ku'ta                 |
| Polska                             | Ogólnopolska Olimpiada Młodzieży Gliwice, 14–16 lutego 2012                   | AZS Gliwice I               | KS Warszowice                 | CCC Mleko                    |
|                                    | Mistrzostwa Świata na Wózkach Ch'unch'ŏn, 18–25 lutego 2012                   | Andriej Smirnow             | Kim Hak-sung                  | Wang Haitao                  |
| Kanada                             | Scotties Tournament of Hearts Red Deer, 18–26 lutego 2012                     | Heather Nedohin             | Kelly Scott                   | Jennifer Jones               |
|                                    | Mistrzostwa Świata Juniorów Östersund, 3–11 marca 2012                        | Hannah Fleming              | Zuzana Hájková                | Anna Sidorowa                |
| Brendan Bottcher                   | Mistrzostwa Świata Juniorów Östersund, 3–11 marca 2012                        | Rasmus Wranå                | Kyle Smith                    |                              |
| Kanada                             | Tim Hortons Brier Saskatoon, 3–11 marca 2012                                  | Glenn Howard                | Kevin Koe                     | Rob Fowler                   |
|                                    | Mistrzostwa Świata Kobiet Lethbridge, 17–25 marca 2012                        | Mirjam Ott                  | Margaretha Sigfridsson        | Heather Nedohin              |
| Kanada                             | Canadian Senior Curling Championships Abbotsford, 17–25 marca 2012            | Cathy King                  | Cathy Cunningham              | Nancy Delahunt               |
| Kanada                             | Canadian Senior Curling Championships Abbotsford, 17–25 marca 2012            | Rob Armitage                | Geoff Cunningham              | Brian Lewis                  |
| Kanada                             | Canadian Wheelchair Curling Championship Thunder Bay, 18–25 marca 2012        | Darwin Bender               | Bruno Yizek                   | Mark Ideson                  |
|                                    | Mistrzostwa Świata Mężczyzn Bazylea, 31 marca-8 kwietnia 2012                 | Glenn Howard                | Tom Brewster                  | Sebastian Kraupp             |
|                                    | Mistrzostwa Świata Seniorów Kopenhaga, 14–21 kwietnia 2012                    | Heidi Hanlon                | Barbara Watt                  | Ingrid Meldahl               |
| John Jo Kenny                      | Mistrzostwa Świata Seniorów Kopenhaga, 14–21 kwietnia 2012                    | Kelly Robertson             | Connie Östlund                |                              |
|                                    | Mistrzostwa Świata Par Mieszanych Erzurum, 23–29 kwietnia 2012                | Nadine Lehmann, Martin Rios | Camilla Johansson, Per Noréen | Claudia Toth, Christian Roth |

## Eliminacje do Mistrzostw Kanady 2012
| Prowincja                  | Kobiety                                                                          | Kobiety               | Mężczyźni                                                                        | Mężczyźni         |
| -------------------------- | -------------------------------------------------------------------------------- | --------------------- | -------------------------------------------------------------------------------- | ----------------- |
| Alberta                    | AB Scotties Tournament of Hearts Leduc, 25 – 29 stycznia 2012                    | Heather Nedohin       | Boston Pizza Cup Camrose, 8–13 lutego 2012                                       | Kevin Koe         |
| Jukon                      | Yukon/NWT Scotties Tournament of Hearts Yellowknife, 26–29 stycznia 2012         | Kerry Galusha         | Yukon/NWT Men’s Curling Championship Whitehorse, 9–12 lutego 2012                | Jamie Koe         |
| Kolumbia Brytyjska         | BC Scotties Tournament of Hearts North Vancouver, 23–29 stycznia 2012            | Kelly Scott           | Canadian Direct Insurance BC Men’s Provincials Parksville, 6–12 lutego 2012      | Jim Cotter        |
| Manitoba                   | MB Scotties Tournament of Hearts Portage la Prairie, 25–29 stycznia 2012         | Jennifer Jones        | Safeway Championship Dauphin, 8–12 lutego 2012                                   | Rob Fowler        |
| Northern Ontario           | –                                                                                | –                     | The Dominion NO Provincial Men’s Championship Sault Ste. Marie, 5–12 lutego 2012 | Brad Jacobs       |
| Nowa Fundlandia i Labrador | NL Scotties Tournament of Hearts St. John’s, 18–22 stycznia 2012                 | Heather Strong        | Newfoundland and Labrador Tankard Labrador City, 7–12 lutego 2012                | Brad Gushue       |
| Nowa Szkocja               | NS Scotties Tournament of Hearts Halifax, 25–29 stycznia 2012                    | Heather Smith-Dacey   | NS Men’s Molson Provincial Championship Bridgewater, 8–12 lutego 2012            | Jamie Murphy      |
| Nowy Brunszwik             | NB Scotties Tournament of Hearts 25–29 stycznia 2012                             | Rebecca Atkinson      | Molson Canadian Men’s Provincial Curling Championship 1-5 lutego 2012            | Terry Odishaw     |
| Ontario                    | ON Scotties Tournament of Hearts Kenora, 23–29 stycznia 2012                     | Tracy Horgan          | Dominion Tankard Stratford, 6–12 lutego 2012                                     | Glenn Howard      |
| Quebec                     | Championnat Provincial des Coeurs Scotties Jonquière, 24–29 stycznia 2012        | Marie-France Larouche | Championnat provincial de curling masculin Jonquière, 24–29 stycznia 2012        | Robert Desjardins |
| Saskatchewan               | SaskPower Provincial Scotties Tournament of Hearts Humboldt, 25–29 stycznia 2012 | Michelle Englot       | SaskTel Tankard Assiniboia, 1-5 lutego 2012                                      | Scott Manners     |
| Wyspa Księcia Edwarda      | PEI Scotties Tournament of Hearts Charlottetown, 20–23 stycznia 2012             | Kim Dolan             | Labatt Tankard Cornwall, 26-31 stycznia 2012                                     | Mike Gaudet       |
| –                          | Scotties Tournament of Hearts 2011 Charlottetown, 19–27 lutego 2011              | Amber Holland         | –                                                                                | –                 |

## Ranking Światowej Federacji Curlingu
| #  | Kraj                                 | Punkty | Poz. ± |
| -- | ------------------------------------ | ------ | ------ |
| 1  | Szwecja                              | 905    | 0      |
| 2  | Kanada                               | 868    | 0      |
| 3  | Szwajcaria                           | 684    | +2     |
| 4  | Chiny                                | 656    | -1     |
| 5  | Dania                                | 568    | -1     |
| 6  | Niemcy                               | 532    | 0      |
| 7  | Szkocja                              | 507    | 0      |
| 8  | Stany Zjednoczone                    | 448    | 0      |
| 9  | Rosja                                | 401    | 0      |
| 10 | Japonia                              | 275    | 0      |
| 11 | Korea Południowa                     | 267    | +2     |
| 12 | Norwegia                             | 183    | -1     |
| 13 | Włochy                               | 168    | -1     |
| 14 | Czechy                               | 149    | 0      |
| 15 | Łotwa                                | 124    | +2     |
| 16 | Finlandia                            | 120    | -1     |
| 17 | Węgry                                | 104    | +3     |
| 18 | Austria                              | 102    | +1     |
| 19 | Anglia                               | 101    | -1     |
| 20 | Nowa Zelandia                        | 99     | +1     |
| 21 | Holandia                             | 82     | -5     |
| 22 | Estonia                              | 80     | 0      |
| 23 | Słowacja                             | 73     | +3     |
| 24 | Polska                               | 71     | +1     |
| 25 | Hiszpania                            | 69     | -2     |
| 26 | Walia                                | 50     | +2     |
| 27 | Australia                            | 46     | -3     |
| 28 | Chorwacja                            | 45     | -1     |
| 29 | Irlandia                             | 41     | +1     |
| 30 | Francja                              | 38     | -1     |
| 31 | Turcja                               | 28     | 0      |
| 32 | Serbia                               | 17     | +1     |
| 33 | Białoruś                             | 12     | +4     |
| 34 | Słowenia                             | 10     | +3     |
| 35 | Rumunia                              | 9      | +2     |
| 35 | Litwa                                | 9      | -4     |
| 37 | Belgia                               | 8      | 0      |
| 38 | Chińskie Tajpej                      | 4      | -4     |
| 39 | Andora                               | 0      | -2     |
| 39 | Armenia                              | 0      | -2     |
| 39 | Brazylia                             | 0      | -2     |
| 39 | Bułgaria                             | 0      | -4     |
| 39 | Grecja                               | 0      | -2     |
| 39 | Islandia                             | 0      | -2     |
| 39 | Kazachstan                           | 0      | -4     |
| 39 | Liechtenstein                        | 0      | -2     |
| 39 | Luksemburg                           | 0      | -2     |
| 39 | Mongolia                             | 0      | 0      |
| 39 | Wyspy Dziewicze Stanów Zjednoczonych | 0      | -2     |

| #  | Kraj                                 | Punkty | Poz. ± |
| -- | ------------------------------------ | ------ | ------ |
| 1  | Kanada                               | 1064   | 0      |
| 2  | Szkocja                              | 784    | +1     |
| 3  | Norwegia                             | 774    | -1     |
| 4  | Szwecja                              | 619    | +1     |
| 5  | Szwajcaria                           | 550    | -1     |
| 6  | Niemcy                               | 451    | 0      |
| 7  | Stany Zjednoczone                    | 434    | 0      |
| 8  | Francja                              | 426    | 0      |
| 9  | Chiny                                | 402    | +1     |
| 10 | Dania                                | 384    | -1     |
| 11 | Czechy                               | 192    | +1     |
| 12 | Nowa Zelandia                        | 179    | +5     |
| 13 | Włochy                               | 141    | 0      |
| 14 | Korea Południowa                     | 128    | +1     |
| 15 | Finlandia                            | 122    | -4     |
| 16 | Australia                            | 120    | -2     |
| 17 | Rosja                                | 115    | +2     |
| 18 | Irlandia                             | 107    | -1     |
| 19 | Łotwa                                | 105    | +2     |
| 20 | Węgry                                | 88     | +3     |
| 20 | Japonia                              | 88     | -4     |
| 22 | Holandia                             | 87     | -2     |
| 23 | Anglia                               | 81     | +2     |
| 24 | Walia                                | 71     | -2     |
| 25 | Hiszpania                            | 69     | -1     |
| 26 | Belgia                               | 67     | 0      |
| 27 | Australia                            | 65     | +1     |
| 28 | Estonia                              | 62     | 0      |
| 29 | Słowacja                             | 54     | -2     |
| 30 | Polska                               | 48     | +1     |
| 31 | Chińskie Tajpej                      | 44     | +1     |
| 32 | Chorwacja                            | 33     | 0      |
| 33 | Litwa                                | 32     | +3     |
| 34 | Białoruś                             | 28     | 0      |
| 35 | Grecja                               | 22     | -2     |
| 36 | Islandia                             | 18     | +1     |
| 37 | Bułgaria                             | 17     | -3     |
| 38 | Serbia                               | 14     | 0      |
| 39 | Turcja                               | 10     | +1     |
| 40 | Luksemburg                           | 7      | +1     |
| 41 | Brazylia                             | 5      | -2     |
| 42 | Rumunia                              | 3      | +1     |
| 43 | Andora                               | 1      | -2     |
| 43 | Słowenia                             | 1      | 0      |
| 43 | Kazachstan                           | 1      | -1     |
| 46 | Armenia                              | 0      | -3     |
| 46 | Liechtenstein                        | 0      | -3     |
| 46 | Mongolia                             | 0      | 0      |
| 46 | Wyspy Dziewicze Stanów Zjednoczonych | 0      | -3     |